# Aisha Odeh
Aisha Odeh (em árabe: عائشة عودة, transliteração: 'Ā'ishah 'Awdah, 1944), também conhecida por Rasmea Yousef, é uma escritora palestiniana. Como membro da Frente Popular para a Libertação da Palestina (FPLP), em 1969, ela foi condenada a prisão perpétua pela participação num atentado bombista num supermercado que matou dois israelitas. Odeh foi libertada no início de 1979 e tornou-se uma participante activa de organizações palestinianas. Publicou três livros, incluindo uma autobiografia que detalha alegações de abuso durante a sua prisão.
Em 2015, Odeh recebeu o Prémio Ibn Rushd pela Liberdade de Pensamento.

## Biografia
Odeh nasceu em Deir Jarir, onde frequentou a escola primária. Ela continuou os estudos em Ramallah, onde, em 1966, obteve um diploma em educação no Teacher's College em 1966. Nesse ano, Odeh começou a trabalhar como professora de matemática e ciências na Ein Yabrud Middle School for Girls.
Odeh tornou-se politicamente ativa na escola secundária e juntou-se ao Movimento Nacionalista Árabe. Após a dissolução deste movimento em 1967, ela continuou o seu envolvimento político na Frente Popular para a Libertação da Palestina.
Em 1969, Odeh foi acusada de envolvimento em dois bombardeamentos, um dos quais a um supermercado em Jerusalem, que resultou na morte de dois estudantes israelitas.
A 1 de março de 1969, Odeh foi presa pelas forças israelitas. Pouco depois, a casa dos seus pais foi bombardeada pelo exército israelita, em resultado de uma punição coletiva. A 21 de dezembro de 1970, foi condenada por um tribunal militar israelita em Lod a duas penas de prisão perpétua mais dez anos.
Odeh afirmou que a sua confissão dos crimes foi obtida por meio de tortura. Ela escreveu sobre o seu encarceramento na prisão no livro de memórias أحلام بالحرية (Sonhos de Liberdade), incluindo alegações de violência sexual, assédio e violação.
A 14 de março de 1979, Odeh foi libertada como parte de um acordo de troca de prisioneiros, mas foi repatriada para a Jordânia Odeh regressou a Ramallah a 24 de novembro de 1994, após a assinatura do Acordo de Oslo.

## Carreira literária
Odeh publicou três livros: uma autobiografia em duas partes, composta pelos livros أحلام بالحرية ( Dreams of Freedom ; 2004) e ثمناً للشمس ( The Price of the Sun ; 2012), e a coleção de contos يوم مختلف ( A Different Day ; 2007).

## Envolvimento cívico
Odeh faz parte do Conselho Nacional Palestiniano desde 1981 e da União dos Escritores Palestinianos desde 2005. Ela foi membro do conselho administrativo da União Geral das Mulheres Palestinianas de 1985 a 2007. Odeh fez parte do comité central da Frente Democrática para a Libertação da Palestina de 1989 a 1991.
Em 2002, Odeh fundou a Sociedade de Mulheres de Deir, e em 2010, a Associação de Mulheres Presas pela Liberdade, das quais se tornou presidente. Odeh também fundou o Fórum Cultural Ashkelon em 2011, da qual se tornou membro. Ela atuou como vice-presidente do Fórum de Jovens Artistas de 2006 a 2010. Odeh participa ativamente em palestras e atividades culturais em escolas secundárias, universidades e centros juvenis.

## Reconhecimento e prémios
Odeh aparece no documentário de 2004, Women in Struggle, onde fala do seu envolvimento no atentado de 1969. Ela foi entrevistada para o documentário Tell Your Tale, Little Bird, de 2007, sobre a participação das mulheres na resistência palestiniana.
Em 2015, Odeh recebeu o Prêmio Ibn Rushd pela Liberdade de Pensamento. O Prémio Ibn Rushd 2015 destacou: "Uma autora de uma obra de literatura prisional que estimula um amplo debate público sobre a situação dos presos políticos, mostrando a opressão e a violação dos direitos humanos e exigindo o direito à liberdade e à dignidade humana no mundo árabe."

## Obra
- 2004 - أحلام بالحرية ( Sonhos de Liberdade )
- 2007 - يوم مختلف ( Um Dia Diferente )
- 2012 - ثمناً للشمس ( O Preço do Sol )